# Gjesdal
Gjesdal là một đô thị ở hạt Rogaland, Na Uy. Ở phía tây bắc, đô thị giáp giới với Sandnes, giáp Forsand phía bắc, giáp Sirdal phía đông, giáp với Bjerkreim phía nam, và giáp Time về phía tây. Gjæsdal được thành lập như là một đô thị năm 1838, và năm 1965 nó đã được sáp nhập với các bộ phận của Bjerkreim, Forsand, và Høle.